# Festum Fluxorum Fluxus

Plakat zum FESTUM FLUXORUM FLUXUS, Staatliche Kunstakademie Düsseldorf, 2./3. Februar 1963

Das FESTUM FLUXORUM. FLUXUS. Musik und Antimusik. Das Instrumentale Theater war ein internationales Fluxus-Festival, das am Samstag, dem 2. und Sonntag, dem 3. Februar 1963 in der Aula der Staatlichen Kunstakademie Düsseldorf stattfand. Das Festival war nach Konzerten in Wiesbaden, Kopenhagen und Paris die vierte Station einer von George Maciunas konzipierten internationalen Fluxus-Tournee.

## Plakat
Das 48,5 × 23,7 cm große Plakat führt mehrere Künstler, Komponisten und Literaten auf, die nicht am FESTUM FLUXORUM FLUXUS teilnahmen, und deren Erwähnung vielmehr eine Art von Reverenz bilden. Dies sind unter anderem George Brecht, Sylvano Bussotti, John Cage, Cornelius Cardew, Carlheinz Caspari, Robert Filliou, Brion Gysin, Alfred E. Hansen, Raoul Hausmann, Dieter Hülsmanns, Toshi Ichiyanagi, Takehisa Kosugi, V. Landsbergis, Gjörgi Ligeti, Jackson Mac Low, Gherasim Luca, Bruno Maderna, Yoriaki Matsudaira, Yoko Ono, K. Penderecki, Terry Riley, Griffith Rose, Frederic Rzewski, A. Salcius und Robert Watts. In seiner Grundstruktur ist das Plakat mit den von Maciunas entworfenen Plakaten zum Wiesbadener Fluxus-Festival Fluxus. Internationale Festspiele Neuster Musik vom 1. bis 23. September 1962 und dem Pariser Festum Fluxorum. Poesie, Musique et Antimusique evenementielle et concrete vom 3. bis 8. Dezember 1962 verwandt, jedoch mit weißer Schrift auf schwarzem Grund. Die Details wurden von Beuys gestaltet, so hatte sich jedenfalls Paik geäußert: „The Poster design Beuys himself was very instructive.“ Und weiter: „The leader of Fluxus, George Maciunas’ name is placed at the upper left corner and mine is under his followed by many other names. Beuys’ name is placed at the 32nd in old German alphabet, which is not easily readable.“ Da das Fluxus-Fest als „Colloquium für die Studenten der Akademie“ angesetzt wurde, ist davon auszugehen, dass Beuys auf den pädagogischen Gehalt einer solchen Veranstaltung hinweisen wollte.

## Ablauf
Das FESTUM FLUXORUM FLUXUS wurde von Joseph Beuys, zu dieser Zeit Professor an der Staatlichen Kunstakademie Düsseldorf, in Absprache mit George Maciunas und Nam June Paik persönlich organisiert. Paik, der zunächst von Maciunas für einen Solo-Abend in Düsseldorf gewonnen werden sollte, brachte Beuys „als Mitorganisator für ein umfangreiches Festival von Aktionen aller Art ins Spiel“, woraufhin sich Maciunas in seinen Briefen an Beuys und Paik wandte, in denen er unter anderem um Besorgung von Requisiten wie eine freistehende Leiter, einen Diaprojektor oder eine Wasserkübel bat. Teilnehmende Künstler waren Dick Higgins, Bengt af Klintberg, Alison Knowles, Arthur Køpcke, George Maciunas, Staffan Olzon, Nam June Paik, Benjamin Patterson, Tomas Schmit, Daniel Spoerri, Frank Trowbridge, Wolf Vostell, Emmett Williams und Joseph Beuys, der vor Beginn der Veranstaltung eine „Schnur am oberen Gestänge einer Schultafel befestigt hatte und auf einer Horizontalverstrebung unterhalb der Tafel seinen Hut, Gezweig und noch weiters, offenbar Tonklumpen, abgelegt hatte.“ George Maciunas hatte für die Düsseldorfer Veranstaltung Aktionspläne entwickelt, die jedoch in der Realität häufig von diesen abwichen. Da es im Fluxus-Kreis üblich war, sich nach demokratischen Vereinbarungen zu richten, in dem Sinne, „daß der Autor eines Werkes nicht gleichzeitig sein Interpret sein muß, agierten die in Düsseldorf beteiligten Künstler auch in Stücken ihrer Künstlerfreunde.“

### Erster Abend

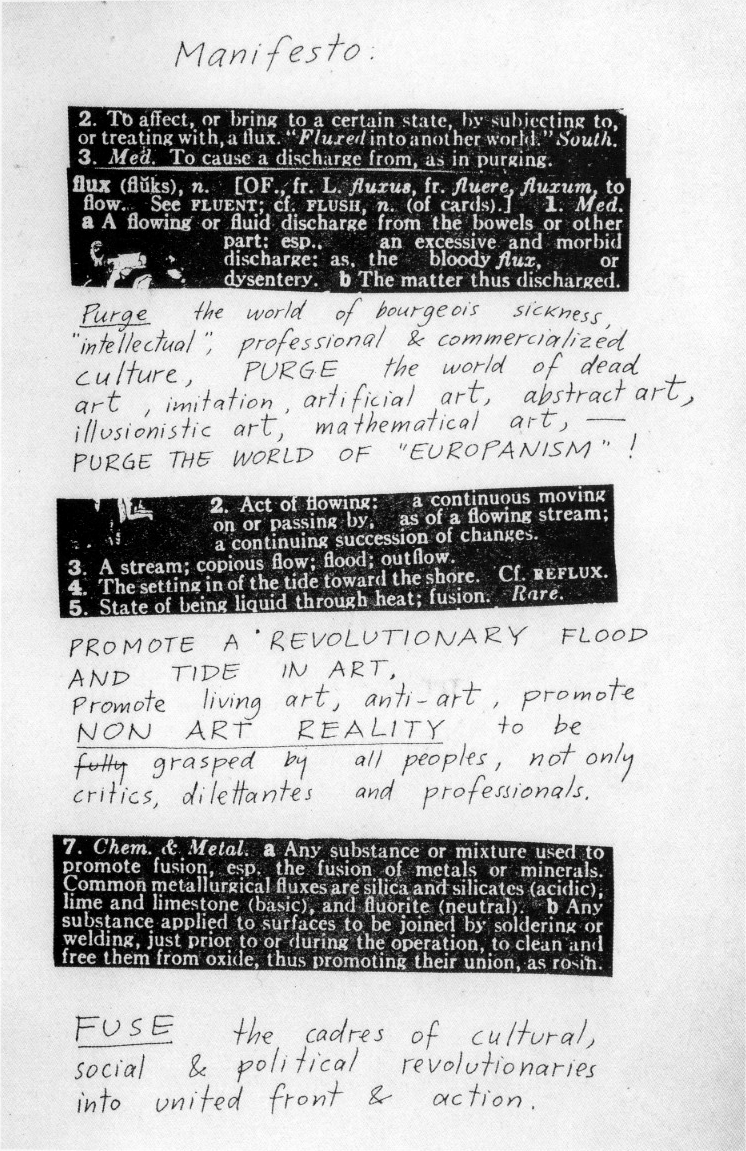
Manifesto, Festum Fluxorum Fluxus, Düsseldorf, Februar 1963

Jean-Pierre Wilhelm, der von 1957 bis 1960 die Galerie 22 in Düsseldorf führte, hielt die Einführungsrede – eine längere Ansprache, in der Schlüsselbegriffe wie Dada, Junk Art, Pop Art und Happening fielen, die aufzeigen sollten, wovon sich das kommende Ereignis abgrenzen würde, sowie die Formulierung „scheinbar absurde Handlungen“. Nachdem sich Wilhelm in die erste Reihe gesetzt hatte, saß Beuys hinter ihm im Publikum oder stand neben der Bühne, um während des restlichen Abends, sehr zur Verärgerung der Aufführenden, diese mit dem hellen Licht einer Taschenlampe zu blenden.
Young Penis Symphony

Nam June Paik, 1963

Fotografie von Manfred Leve

Link zum Bild

(Bitte Urheberrechte beachten)
Das Konzert begann am ersten Abend mit Benjamin Pattersons Paper Piece, wobei kleine Papierstreifen über das Publikum geworfen wurden, während gleichzeitig eine große Bahn Papier über dem Publikum ausgerollt wurde. Zudem wurde ein von Maciunas verfasstes und von Beuys gedrucktes „Manifesto“ in das Publikum geworfen. Während die Papieraktion noch im Gange war, wurde für Nam June Paiks Young Penis Symphony ein großes weißes Papier quer über die Bühne gespannt. Hierbei sollen, laut Partitur, zehn junge Männer ihren Penis nach und nach durch die Löcher der Papierwand stecken, was jedoch Paik für Düsseldorf durch sechs Zeigefinger ersetzte, die sich von hinten durch das Papier hindurchbohrten und immer größere Löcher entstehen ließen.
Gleichzeitig mit Emmet Williams Counting Song, der zuvor seine Alphabet Symphony aufführte, wo er mit 26 Objekten wie einer Zigarette, einem Luftballon, Spiegel, Sektkelch und einem in Geschenkpapier eingewickelten Schuhkarton, den er sitzend auspackte, hantierte, führte Daniel Spoerri seine Hommage à l’Allemagne auf, bei der er Wilhelms Eröffnungsrede beim Klacken eines weißen Metronoms erneut vorlas. Nun erschien George Maciunas und führte die hinter ihm marschierenden Künstler Frank Trowbridge, Addi Køpcke, Bengt af Klintberg, Tomas Schmit und Wolf Vostell im Gänsemarsch einmal um die Bühne und wieder heraus. Im nun folgenden Stück Two Inches von Robert Watts zerschnitten Thomas Schmit und Emmet Williams ein 5 cm breites, über die Bühne gespanntes Band auseinander, worauf sich Jackson Mac Lows Letter for Iris Numbers for Silence anschloss, wo laut Anweisung Karten zufällig verteilt und in unterschiedlichen Positionen gehalten wurden.
Sodann führte George Maciunas sein Stück Hommage à Adriano Olivetti auf. Nam June Paik, mit runder Motorradmütze, Tomas Schmit, mit Militärmütze, Addi Køpcke, Wolf Vostell, Daniel Spoerri, Frank Trowbridge und Maciunas, der eine Melone als Kopfbedeckung trug, standen in einer Reihe, und Emmett Williams saß auf einem Stuhl neben dem stehenden Trowbridge. Jeder hatte Papierstreifen aus der Rechenmaschine in der Hand, auf denen eine bestimmte Nummer zwischen weiteren Zahlen stand. Kam diese Nummer an die Reihe, musste der Akteur eine kleine Aktion ausführen: Bei 1 musste mit dem ausgestreckten Zeigefinger auf jemanden gezeigt werden; bei 2 auf den Boden oder zur Decke; bei 3 musste man sich setzen; bei der 6 einen Schirm auf und zuklappen; bei 7 sich verbeugen; bei 8 durfte jemand mit dem Fuß aufstampfen und bei 9 wurde salutiert.
An diesem Abend führte Joseph Beuys seine erste Fluxus-Aktion FLUXUS Sibirische Symphonie 1. Satz aus. Auf der Bühne standen nicht nur die noch aus den vergangenen Aktionen verwendeten Aktionsgegenstände, wie Flügel, Schultafel oder eine Leiter, sondern es lagen auch die zurückgelassenen Aktions-Relikte auf dem Boden. Auf der Schultafel standen die alten Zahlenreihen, die Emmett Williams dort während der Alphabet Symphony aufreihte. Da Joseph Beuys für seine Aktion einen toten Hirsch einsetzen wollte, dieser aber nicht zu beschaffen war, setzte Beuys einen Hasen ein.
Beuys setzte seinen Hut auf, den er an der Tafelverstrebung angebracht hatte, befestigte den Hasen mit einem Haken an der vorbereiteten Schnur und ließ ihn an der Tafel herabhängen. Nun wischte er die Zahlenreihen auf der Tafel aus und beseitigte die Reste der vergangenen Aktionen, setzte sich an den Flügel und spielte eine eigene Komposition, ziemlich schnell gefolgt von angedeuteten Elementen aus den Stücken Messe des Pauvres und Sonneries de la Rose + Croix von Erik Satie. Dann schrieb er etwas an die Tafel, legte auf der dem Publikum zugewandten Seite des Flügels fünf Tonklumpen ab, worin jeweils ein kleiner Ast steckte. Die mit einer Kordel verbundenen Elemente auf dem Flügel wurden mit der Schnur und diese wiederum mit einer gebogenen Nadel mit dem Herzen des von Beuys vorher geöffneten Hasen verbunden. Nachdem Beuys das Herz mit einem Messer herausgenommen hatte, legte er „das kleine Herz auf die Schultafel, so daß es durch die Verbindungslinie über die Zweige und den Lehm mit dem Flügel verbunden war.“ Die ganze Aktion dauerte etwa 10 Minuten.
Nun war Addi Køpcke mit Cigarette Piece an der Reihe und schrieb „20 Zigaretten / mach sie alle kaputt / Dreh 20 neue/Wirf re[st] Tabak“ an die Tafel und hängte anschließend einen verzierten Goldrahmen, den er mit den Worten „Fill in with your Imagination“ füllte, über die Tafel. Nach einigen anti-musikalischen Aufführungen folgte Wolf Vostell mit Kleenex 5, der die Bühne in ein Atelier verwandelte. Vostell schob eine größere Platte auf die Bühne, stellte sie schräg, schlug eine Ausgabe der Illustrierten Life auf und befestigte diese an der Platte. Mit einem in einer Mischung aus Terpentin und Tetrachlormethan getauchten Lappen verwischte er die Abbildungen und machte das Gleiche mit dem Playboy.

### Zweiter Abend
2 Musikanten

Joseph Beuys, 1963

Hier auf dem Plattencover Joseph Beuys, Henning Christiansen: Schottische Symphonie. Requiem of Art, 1972

Link zum Bild

(Bitte Urheberrechte beachten)
Am zweiten Abend standen zwei Leitern, die Schultafel sowie der Flügel auf der Bühne. Zunächst wurden große hölzerne Blöcke über die Bühne geschoben. Daraufhin kamen Dick Higgins, Frank Trowbridge, Nam June Paik, Joseph Beuys, Tomas Schmit, Addi Køpcke, Wolf Vostell, George Maciunas, Alison Knowles und Daniel Spoerri in vollem Licht auf die Bühne, beugten sich vor und schauten, während Higgins sein Graphis 118 vortrug, aufmerksam auf den Boden.
Nun führte Joseph Beuys seine Komposition für 2 Musikanten aus, indem er während einer Aktionspause plötzlich mit großen Schritten auf die Bühne kam, ein mechanisches Spielzeug auf den Boden stellte, es aufzog und es spielen ließ, bis das Uhrwerk nach ungefähr 20 Sekunden abgelaufen war. Nach der Aktion von Beuys wurde Af Klintbergs Alternative to another Rattlesnake aufgeführt, wobei sich zunächst zwei schwedische Assistentinnen im Hintergrund vor eine Tür stellten und 20 große Papierbögen bereithielten. Von Bengt af Klintberg und Staffan Olzon, jeder auf oder neben einer Leiter stehend, wurden nun immer jeweils bis vier Bögen hochgehalten, auf denen frei erfundene Silben, Buchstaben, Satzzeichen, wie drei übereinanderliegende Parallelstriche gefolgt von fünf Punkten, zu lesen waren. Nachdem die Leitern wieder fortgeschoben waren, reichte Nam June Paik in Alison Knowles Stück Yes, yes Hansjörg Mayer die Hand, „als wolle er die endlich Angereiste begrüßen.“
Tomas Schmit häufte nun auf dem Deckel des Flügels Gegenstände auf, so eine Wasserkanne, einen Abakus, eine Blumenvase mit ein paar Blümchen, eine Plakatrolle, Toilettenpapier, eine kleine Eisenbahn und Fotos. Er hob den Deckel nach oben, wodurch mit entsprechenden Simultangeräuschen, einem polyphonen Akkord gleich, alles in Piano Piece No. 1 auf den Boden fiel. Nachdem sich in der Zwischenzeit George Maciunas in George Brechts Incidental Music Version 5, ohne zu spielen, vor einen Flügel mit aufgeklapptem Deckel gesetzt hatte, folgte nach weiteren Aktionen Alison Knowles Solo-Auftritt Serenade für Alison, 1962 von Paik für Knowles geschrieben. Ohne musikalische Begleitung, gekleidet in eine weiße Bluse und schwarzen halblangen Rock, ihr langes Haar aufgesteckt, hob sie den Rock seitlich nach oben und zog sich der Reihe nach mehreren Unterhosen aus, deren Farbe und Reihenfolge Paik vorher bestimmt hatte, und warf diese sodann ins Publikum.
Im darauf folgenden Stück von Nam June Paiks Fluxus Champian Contest scharten sich einige Teilnehmer dicht an dicht im Kreis um eine Zinkbütte, pissten hinein, sangen dabei so lange wie möglich ihre jeweilige Nationalhymne, wobei Paik daneben stand und alles mit der Stoppuhr kontrollierte. Der Sieger war Frank Trowbridge, da er den ganzen Tag über nicht auf der Toilette war. Dick Higgins führte noch das Musikstück 566 for Henry Flynt von La Monte Young aus, wobei er 566 mal mit beiden Unterarmen einen gleichen Ton spielte und Daniel Spoerri seelenruhig auf einem Stuhl die Kaffeemühle drehte.
Das Fluxus-Festival wurde mit zwei Programmpunkten beendet. Zunächst wurde George Brechts Word Event. Fluxusversion I. The audiance is instructed to leave the theatre und EXIT, das zuletzt auf der  Schultafel stand, ausgeführt, wobei gleichzeitig, mit dem einmaligen An- und Ausschalten einer Lampe, Brechts Three Lamp Events./On.off/lamp/off.on/ aktiviert wurde.

## Weitere Ausstellungen
Auf dem Korridor vor der Aula der Kunstakademie – das war der Aktionsraum – hatte Joseph Beuys eine Anzahl von Tischvitrinen mit plastischen Objekten platziert, die Sammler und Ausstellungsmacher zu neuen Ausstellungen, wie die im gleichen Jahr stattfindende „Stallausstellung“ Fluxus in Kranenburg, animierten. So besuchten – zumindest am ersten Tag – die Sammler Rudolf Zwirner, der zusammen mit seiner Frau kam, und der Kölner Sammler Wolfgang Hahn das FESTUM FLUXORUM FLUXUS. Des Weiteren befanden sich unter den Zuschauern Alfred Schmela, Günther Uecker und seine Frau, Norbert Kricke und Heinz Mack. Nam June Paik erhielt nur einen Monat später mit Exposition of music. Electronic television in der Galerie Parnass in Wuppertal seine erste Einzelausstellung in Deutschland, die vom 11. bis zum 20. März 1963 stattfand.

## Rezeption
Der frühere Leiter der modernen Abteilung des Museum Kunstpalast in Düsseldorf, Stephan von Wiese, merkt zu dieser Ausstellung hinsichtlich Paiks späterer Professorentätigkeit an: „Die spätere Lehrtätigkeit von Paik an ebendieser Institution fünfzehn Jahre danach hatte hier ihre frühen Wurzeln. 1978 war Beuys die Lehrbefugnis an der Akademie durch Gerichtsbeschluß endgültig entzogen worden. Damals wurde mit Paik somit nicht nur die Videokunst und -technologie, die auf der documenta 6, 1977, Furore gemacht hatte, in die Akademie gebracht. Gewollt oder ungewollt wurde – an Stelle von Beuys – auch Fluxus neu rekrutiert“.
Vom 17. bis zum 27. Juli 2003, 40 Jahre nach der Aktion, veranstaltete die Kunstakademie Düsseldorf als Reminiszenz ein zehntägiges Projekt mit Filmen, Fotos und Dokumenten. Sie rief damit die Veranstaltung als eine internationale künstlerische Bewegung im Zwischenbereich von Musik, Literatur, Theater und Bildender Kunst ins Bewusstsein, die den Weg zu Performance, Videokunst und Concept Art bahnte.